# Sinh học tính toán
Sinh học tính toán (computational biology) là một lĩnh vực đa ngành nhằm ứng dụng các kĩ thuật của khoa học máy tính, toán ứng dụng, và thống kê để giải quyết các bài toán xuất phát từ sinh học. Các lĩnh vực chính trong sinh học có dùng các kĩ thuật kể trên bao gồm:
- Tin sinh học, ứng dụng các giải thuật và kĩ thuật thống kê để phân tích các dữ liệu chuỗi sinh học. Các dữ liệu này thường là rất lớn các chuỗi DNA, RNA, hoặc protein. Ví dụ như bắt cặp trình tự (sequence alignment); tìm kiếm gien; và dự đoán biểu hiện gien (gene expression). (Thuật ngữ sinh học tính toán thường đồng nghĩa với tin sinh học.)
- Mô hình sinh học tính toán (Computational biomodeling), là một lĩnh vực thuộc biocybernetics nhằm xây dựng các mô hình tính toán cho các hệ thống sinh học.
- Gien học tính toán (Computational genomics), là một lĩnh vực thuộc gien học (genomics) nhằm nghiên cứu bộ gien của các tế bào và cá thể nhờ sử dụng các kĩ thuật bắt cặp bộ gien (genome sequencing) tốc độ cao. Các kĩ thuật này đòi hỏi phải có giai đoạn hậu xử lý, gọi là lắp ráp bộ gien (genome assembly), và nó dùng kĩ thuật DNA microarray để thực hiện các phân tích thống kê trên các gien mà có biểu hiện ở từng loại tế bào.
- Mô hình hóa phân tử (Molecular modeling), là lĩnh vực nghiên cứu các phương pháp lý thuyết và các kĩ thuật tính toán để mô hình hay bắt chước cách hành xử của phân tử, từ phân tử chỉ vài nguyên tử đến các phân tử cực lớn.
- Sinh học hệ thống (Systems biology), nhằm mục đích mô hình các mạng tương tác sinh học quy mô lớn (thuật ngữ: interactome) nhờ dùng các phương trình sai phân.
- Dự đoán cấu trúc protein và Gien học cấu trúc (structural genomics), nhằm đưa ra được một cách chính xác các mô hình cấu trúc 3 chiều của cấu trúc protein mà chưa được tìm thấy bằng thực nghiệm.
- Hóa sinh và lý hóa tính toán, nhằm sử dụng tối đa các phương pháp mô phỏng và mô hình hệ thống như động học phân tử và các phương pháp lấy mẫu Boltzmann-dựa trên-phương pháp Monte Carlo trong nỗ lực nhằm làm sáng tỏ động năng và nhiệt động học của các chức năng protein.